# Santa Rita de Valldeix
Santa Rita de Valldeix és una església historicista de Mataró (Maresme) protegida com a bé cultural d'interès local.

## Descripció
És una ermita situada a la dreta de la riera de Valldeix, dins una propietat particular, Can Miró, per on es pot entrar lliurement. Enclavada damunt una vil·la romana, la seva situació resta lleugerament més aixecada que la resta de construccions de l'entorn.
Reedificada el 1951, tal com resa en la placa de l'entrada, conserva els principals elements de la construcció de mitjans de segle xix donat el tractament de l'arc, les finestres, la rosassa i les arcuacions, molt emprats en l'arquitectura historicista. En aquest sentit, l'historicisme de tendència neoromànica de l'arquitectura del segle xix fou molt ben acollida i els seus recursos molt emprats en la reconstrucció de les obres d'origen eclesiàstic de la immediata post-guerra.

## Història
Santa Rita o Sant Sadurní es troba esmentada l'any 1066 en el cartoral de Sant Cugat. Al segle xi es bastí una construcció romànica que durant la Baixa edat Mitjana tingué l'advocació de Santa Cecília. Fou reedificada el 1517 i posteriorment, en el 1848, eixamplada i refeta tota de nou. Des de la segona meitat del segle xviii s'hi feu popular la devoció a Santa Rita.